# Hart Crane
Harold Hart Crane (Garrettsville, 21 luglio 1899 – Golfo del Messico, 27 aprile 1932) è stato un poeta statunitense.
Hart era il nome da nubile di sua madre.

## Biografia
Nato in una piccola cittadina dell'Ohio, fu l'unico figlio di una coppia in crisi perenne che divorziò nell'aprile 1917. Suo padre, Clarence, era un facoltoso uomo d'affari e si occupava del commercio di dolci, ed era detentore dei diritti sul marchio di dolci Life Savers. Dopo il divorzio dei genitori, il giovane Crane rimase in custodia della madre, che iniziò a sfogare su di lui tutta la rabbia e la frustrazione per il fallimento del suo matrimonio. All'età di 17 anni convinse i suoi genitori a trasferirsi a New York per prepararsi al college. Cominciò ad occuparsi di poesia moderna e trovò ispirazione nella poetica di T. S. Eliot e di E. Pound, scrivendo come loro poesie tradizionali nella forma, difficili e spesso arcaizzanti nella lingua, ma cercando di esprimere qualcosa di più dell'ironica disperazione che Crane aveva trovato nella poesia di Eliot. Tramite questi modelli poetici, Crane si accostò ai simbolisti francesi e sotto tutte queste influenza compose la sua prima raccolta di liriche, intitolata White Buildings ("Bianchi edifici", 1926). In questi versi emerse anche una espressione dell'amore vicina a quella platonica-romantica di Shelley.
L'opera successiva, The Bridge ("Il ponte") del 1930 si rivelò ambiziosa quanto riuscita, impregnata di un sentimento di ottimismo nei confronti del futuro del suo Paese,
Il ponte indicato nel titolo è il noto Brooklyn Bridge newyorkese, introdotto nelle liriche come simbolico attraversamento tra il passato ed il futuro e come punto di saldatura fra il mondo della natura e quello delle macchine.
Dopo la pubblicazione del "Ponte", Crane cadde in un difficile stato depressivo, durante il quale riuscì a trovare l'ispirazione per una serie di liriche di pregevole fattura, che verranno raccolte nel libro Key West.
Dopo aver ottenuto una borsa di studio in Messico ed essersi trasferito lì per qualche tempo, durante il viaggio di ritorno in Florida si suicidò gettandosi in mare.
Sebbene sia stato spesso criticato come difficile oltre la possibilità di comprensione, Crane si è rivelato nel lungo periodo uno dei più influenti poeti della sua generazione.

## Opere
- White Buildings (1926) ISBN 0-87140-179-7
- The Bridge (1930) ISBN 0-87140-025-1
- The Complete Poems and Selected Letters and Prose (1966)
- O My Land, My Friends: The Selected Letters of Hart Crane (1997)

## Traduzioni
- Atlantide: Poesie, Prose e Corrispondenze di Hart Crane (2014) ISBN 978-88-97204-46-6 ; traduzione di Simone Maria Bonin;
- White Buildings, traduzione di Pietro Pascarelli, Edizioni Grenelle, 2016, ISBN 978-88-99370-04-6.
- Il ponte e altre poesie, a cura di Roberto Sanesi, Garzanti poesia, 1964.